# Рыбаковы Нивы
Рыбаковы Нивы — деревня в Усвятском районе Псковской области России. Входит в состав Усвятской волости (с 1995 года, ранее — в Усвятский сельсовет).

## География
Находится на юге региона, в западной части района, в лесной местности, у озёр Большие Глыши, в 6 км от райцентра и волостного центра — пгт Усвяты.
Уличная сеть не развита.

## Население
| 2001 | 2002 | 2010 |
| ---- | ---- | ---- |
| 22   | ↘20  | ↗22  |

Численность населения деревни по оценке на начало 2001 года составляла 22 человека.

## Инфраструктура
Личное подсобное хозяйство.

## Транспорт
Просёлочная дорога.